# Castillo de Monreal de Ariza

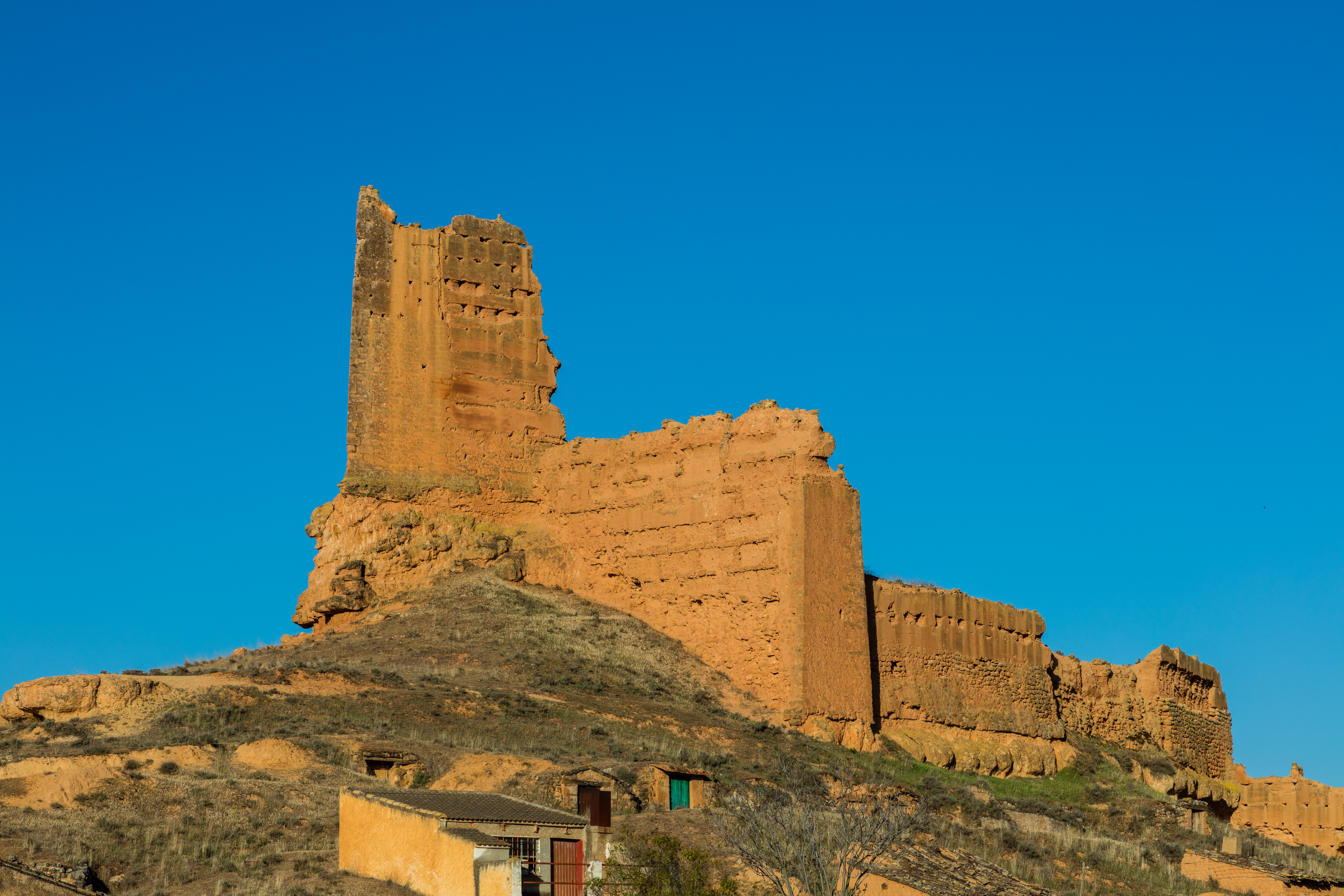
Detalles del castillo

El castillo de Monreal de Ariza es un castillo medieval situado en el municipio zaragozano de Monreal de Ariza y que se encuentra en grave riesgo ruina.

## Historia
El castillo se funda por Alfonso I el Batallador en 1128, de ahí el nombre de Monreal, para consolidar el avance del Reino de Aragón frente a los Almorávides y evitar la intromisión del Reino de Castilla. Tras unos años queda dentro del señorío de Ariza y fue posteriormente reformado durante la guerra de los Dos Pedros, en que tuvo función destacada como todas las fortalezas que trataban de impedir las incursiones castellanas al valle del río Jalón.

## Descripción
Se trata de una ciudadela situada en lo alto de un cerro al pie del cual se desarrolló un núcleo urbano. El conjunto es muy heterogéneo y obedece a diversas etapas. Los largos muros son de tapial sobre un zócalo de mampostería y deja ver numerosos mechinales del encofrado de la construcción. Tiene cuatro recintos a diversa altura. El más alto es el de menor tamaño y en él se encuentra una torre de planta pentagonal de sillería. Los dos recintos centrales son muy extensos. El inferior se sitúa al norte de la iglesia y se cierra con un potente muro, a su vez de contención, que está construido en sillería con contrafuertes y almenas con saeteras; en su extremo este se conserva la posición del arco de acceso con los arranques laterales. Se encuentra en un estado de conservación lamentable lo que hace que esté incluido en la Lista roja de patrimonio en peligro (España).